# Regnéville-sur-Mer
Regnéville-sur-Mer is een gemeente in het Franse departement Manche in de regio Normandië. De plaats maakt deel uit van het arrondissement Coutances. Regnéville-sur-Mer telde op 1 januari 2022 731 inwoners.

## Geschiedenis
De gemeente maakte deel uit van kanton Montmartin-sur-Mer tot dit op 22 maart 2015 werd opgeven en Orval werd opgenomen in het kanton Coutances.
In de 12e eeuw werd hier een kasteel gebouwd. Regnéville was in de Middeleeuwen een belangrijke haven, met schepen die voeren tussen Engeland, Bretagne, Gascogne en Normandië. De schepen kwamen er bij eb op het droge te liggen. Tot 1880 werd hier kalk gewonnen in vier ovens (Les fours du Rey) voor de bouw of de landbouw. De kalk werd over zee en over land vervoerd.

## Geografie
De oppervlakte van Regnéville-sur-Mer bedroeg op 1 januari 2022 8,5 vierkante kilometer; de bevolkingsdichtheid was toen 86 inwoners per km².
Regnéville ligt aan de Havre de Regnéville, het estuarium van de rivier de Sienne die hier in Het Kanaal uitmondt. Dit gebied met schorren is nationaal beschermd en ook Europees in het kader van Natura 2000.

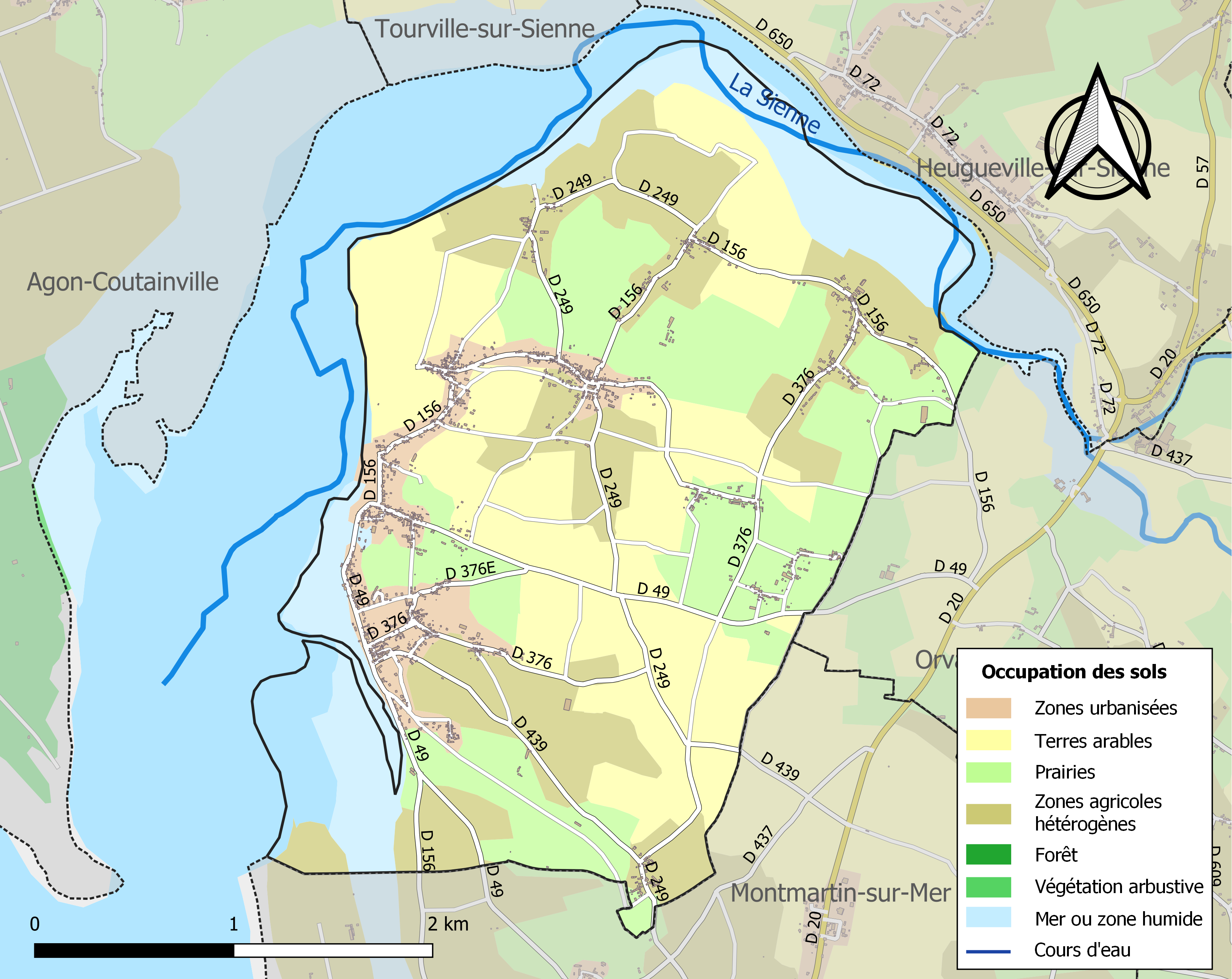
Kaart van de gemeente met de belangrijkste infrastructuur, bodemgebruik en omliggende gemeenten

## Demografie
Onderstaande figuur toont het verloop van het inwonertal (bron: INSEE-tellingen).